# OpenCL
OpenCL (від англ. Open Computing Language) — фреймворк для створення комп'ютерних програм, пов'язаних з паралельними обчисленнями на різних графічних (англ. GPU) і центральних процесорах (англ. CPU). У фреймворк OpenCL входять мова програмування, яка базується на стандарті C99, та прикладний програмний інтерфейс (англ. API). OpenCL забезпечує паралельність на рівні інструкцій та на рівні даних і є реалізацією техніки GPGPU. OpenCL — повністю відкритий стандарт, його використання доступне на базі вільних ліцензій.
Мета OpenCL полягає в тому, щоб доповнити OpenGL і OpenAL, які є відкритими галузевими стандартами для тривимірної комп'ютерної графіки і звуку, користуючись можливостями GPU. OpenCL розроблявся і підтримується некомерційним консорціумом Khronos Group, в який входять багато великих компаній, включаючи Apple, AMD, ARM, Intel, nVidia, Qualcomm, Sun Microsystems, Sony Computer Entertainment та інші.

## Історія
OpenCL був розроблений у компанії Apple Inc. Apple внесла пропозицію по розробці специфікації у комітет Khronos Group. 16 червня 2008 року, Khronos Compute Working Group була сформована з представниками компаній котрі займаються розробкою:  CPU, GPU та програмного забезпечення. 

### OpenCL 1.0
Був представлений разом з Mac OS X Snow Leopard 8 червня 2009 року.

### OpenCL 1.1
Був представлений  14 червня 2010 року

### OpenCL 1.2
Був представлений  15 листопада 2011 року. Один з проєктів WCG послуговується цим стандартом.

### OpenCL 2.0
Був представлений 22 липня 2013 року та стандартизований 18 листопада 2013 року.

## Мова
Мова OpenCL виділяється тим, що дозволяє програмам динамічно визначати, які процесори доступні, включаючи багатоядерні центральні процесори і графічні процесори. Це дозволяє розробникам динамічно масштабувати продуктивність своїх програм в залежності від доступного апаратного забезпечення клієнтів.
Мова OpenCL котра використовується для написання ядра (Kernel), частини що буде розпаралелюватися, має особливості:
- Відсутня підтримка вказівників на функції, рекурсії, бітових полів, масивів змінної довжини, стандартних заголовних файлів.
- Розширення мови для паралелізму: векторні типи, синхронізація, функції для Work-items/Work-Groups.
- Модифікатори доступу: __global, __local, __constant, __private.